# 梅泽尔
梅泽尔（法語：Mézères，法語發音：[mezɛʁ]）是法国上卢瓦尔省的一个市镇，属于勒皮区。

## 地理
梅泽尔（45°9'36"N, 4°1'9"E）面积8.58 平方千米，位于法国奥弗涅-罗讷-阿尔卑斯大区上盧瓦爾省，该省份为法国中南部省份，北起多姆山省和卢瓦尔省，西接康塔爾省，南至洛泽尔省，东临阿尔代什省。
与梅泽尔接壤的市镇（或旧市镇、城区）包括：卢瓦尔河畔沙马利耶尔、勒图尔纳克、罗西耶尔、圣于连迪皮内。

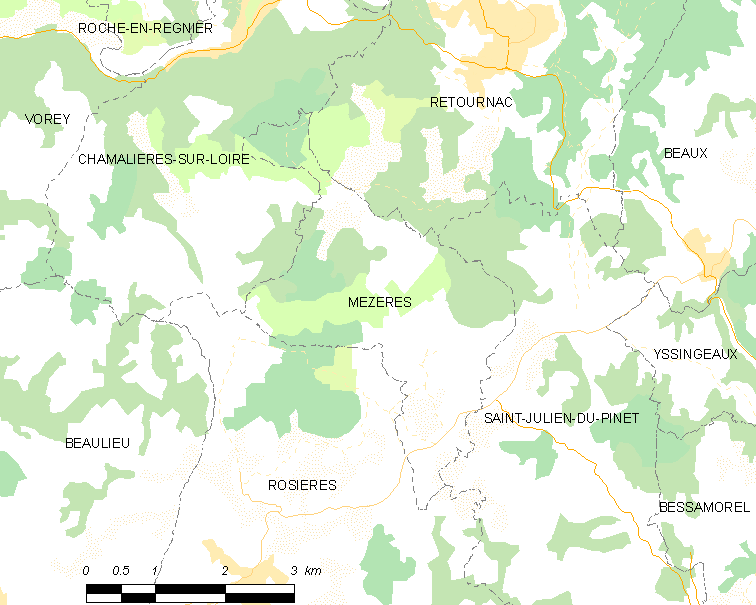
梅泽尔的OSM定位图

梅泽尔的时区为UTC+01:00、UTC+02:00（夏令时）。

## 行政
梅泽尔的邮政编码为43800，INSEE市镇编码为43134。

## 政治
梅泽尔所属的省级选区为昂布拉韦-梅加勒县。

## 人口

1962-2008年间梅泽尔人口变化图示

梅泽尔于2022年1月1日时的人口数量为167人。